# Ispettorato generale di Pubblica Sicurezza in Sicilia
L'Ispettorato generale di Pubblica Sicurezza in Sicilia fu un reparto di polizia interforze, costituito dal 1945 al 1949 per lottare contro il separatismo e il banditismo in Sicilia.

## Storia

### Nel fascismo
Un  "Ispettorato interprovinciale di Pubblica Sicurezza per la Sicilia" fu istituito nel settembre 1933 sotto il comando del questore Giuseppe Gueli, per proseguire l'opera del prefetto Cesare Mori, e denominato nel 1938 "Regio Ispettorato generale di Pubblica Sicurezza per la Sicilia", fino al 1943 .

### La lotta al separatismo
Fu ricostituito con il decreto legislativo luogotenenziale del principe Umberto n. 916 del 26 ottobre 1945  come "Ispettorato generale di Pubblica Sicurezza in Sicilia", per la lotta al separatismo el banditismo.
Aveva una forza di 1.123 uomini, di cui 760 dell'Arma dei carabinieri e il resto del Corpo delle guardie di pubblica sicurezza, e al comando di un dirigente generale di P.S., alle dirette dipendenze del ministero dell'Interno. Con sede a Palermo, aveva il compito di affiancare e integrare con nuclei mobili le locali forze di polizia nell'isola.. Il coordinamento con le questure era affidato all'Alto Commissariato per la Sicilia.
Al suo comando si avvicendarono gli ispettori generali di PS Ettore Messana, Domenico Coglitore, Francesco Spanò, già collaboratore di Cesare Mori e in ultimo, da gennaio 1948, Ciro Verdiani. Quest'ultimo fu fortemente sospettato di collusioni.
Dopo la strage di Bellolampo del 19 agosto 1949, l'Ispettorato fu soppresso il 26 agosto successivo , con la contemporanea creazione del Comando forze repressione banditismo che ne assorbì le competenze.